# Particionament de disc

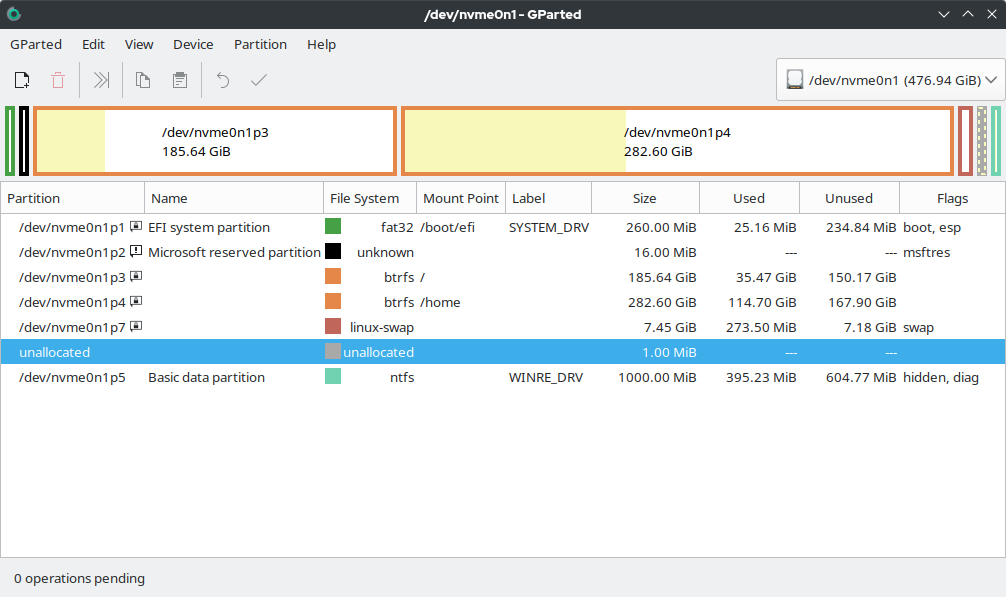
GParted és una utilitat popular utilitzada per a la partició de discs

El particionament de disc o segmentació de disc és la creació d'una o més regions a l'emmagatzematge secundari, de manera que cada regió es pot gestionar per separat. Aquestes regions s'anomenen particions. Normalment és el primer pas per preparar un disc nou instal·lat, abans de crear qualsevol sistema de fitxers. El disc emmagatzema la informació sobre les ubicacions i mides de les particions en una àrea coneguda com a taula de particions que el sistema operatiu llegeix abans que qualsevol altra part del disc. Aleshores, cada partició apareix al sistema operatiu com un disc "lògic" diferent que utilitza part del disc real. Els administradors del sistema utilitzen un programa anomenat editor de particions per crear, canviar la mida, eliminar i manipular les particions. El particionament permet instal·lar l'ús de diferents sistemes de fitxers per a diferents tipus de fitxers. La separació de les dades d'usuari de les dades del sistema pot evitar que la partició del sistema s'ompli i que el sistema sigui inutilitzable. La partició també pot facilitar la còpia de seguretat. Un desavantatge és que pot ser difícil dimensionar correctament les particions, el que resulta en tenir una partició amb massa espai lliure i una altra gairebé totalment assignada.

## Història
IBM en el seu llançament de 1983 de la versió 2.0 de PC DOS va ser un ús primerenc, si no el primer, del terme partició per descriure dividir un dispositiu d'emmagatzematge de blocs com un HDD en segments físics. L'ús del terme és ara omnipresent. Altres termes utilitzats inclouen disc lògic, minidisc, porcions, pseudo-disc, secció, porció i unitat virtual.
Una de les primeres segmentacions d'una unitat de disc va ser l'ús d'IBM el 1966 en el seu sistema operatiu CP-67 de minidisc com un segment separat d'una unitat de disc dur.

## Esquemes de particions

### DOS, Windows i OS/2
Amb DOS, Microsoft Windows i OS/2, una pràctica habitual és utilitzar una partició primària per al sistema de fitxers actiu que contindrà el sistema operatiu, el fitxer de pàgina/intercanvi, totes les utilitats, aplicacions i dades d'usuari. A la majoria d'ordinadors de consum de Windows, la lletra de la unitat C: s'assigna habitualment a aquesta partició primària. És possible que hi hagi altres particions a l'HDD que poden o no ser visibles com a unitats, com ara particions de recuperació o particions amb eines o dades de diagnòstic. (Les lletres de la unitat de Windows no es corresponen amb les particions d'una manera un a una, de manera que pot haver-hi més o menys lletres de unitat que particions.)
Microsoft Windows 2000, XP, Vista i Windows 7 inclouen un programa " Gestió de discs " que permet crear, suprimir i canviar la mida de les particions FAT i NTFS. El Gestor de discs de Windows a Windows Vista i Windows 7 utilitza un esquema d'alineació de particions d'1 MB que és fonamentalment incompatible amb Windows 2000, XP, OS/2, DOS i molts altres sistemes operatius.

## Sistemes semblants a Unix
En sistemes operatius basats en Unix i semblants a Unix, com ara Linux, macOS, BSD i Solaris, és possible utilitzar diverses particions en un dispositiu de disc. Cada partició es pot formatar amb un sistema de fitxers o com a partició d'intercanvi.
Diverses particions permeten assignar els seus propis sistemes de fitxers a directoris com /boot, /tmp, /usr, /var o /home. Aquest esquema té una sèrie d'avantatges:
- Si un sistema de fitxers es corromp, les dades fora d'aquest sistema de fitxers/partició poden romandre intactes, minimitzant la pèrdua de dades.
- Els sistemes de fitxers específics es poden muntar amb diferents paràmetres, per exemple, de només lectura o amb l'execució de fitxers setuid desactivada.
- Un programa fugitiu que utilitza tot l'espai disponible en un sistema de fitxers que no és del sistema no omple els sistemes de fitxers crítics.
- Mantenir les dades de l'usuari, com ara els documents, separades dels fitxers del sistema permet que el sistema s'actualitzi amb un menor risc de pertorbar les dades.

Una configuració mínima comuna per als sistemes Linux és utilitzar tres particions: una que conté els fitxers del sistema muntats a "/" (el directori arrel), una que conté fitxers de configuració d'usuari i dades muntades a /home (directori d'inici) i una partició d'intercanvi.
Per defecte, els sistemes macOS també utilitzen una única partició per a tot el sistema de fitxers i utilitzen un fitxer d'intercanvi dins del sistema de fitxers (com Windows) en lloc d'una partició d'intercanvi.
El terme "slice" s'utilitza al sistema operatiu FreeBSD per referir-se a les particions del registre d'arrencada mestre, per evitar confusions amb l'esquema de particions basat en etiquetes de disc de FreeBSD. Tanmateix, les particions de la taula de particions GUID es coneixen com a "partició" a tot el món.

## Taula de particions
Una taula de particions és una taula mantinguda en un disc pel sistema operatiu que descriu i descriu les particions d'aquest disc. Els termes taula de particions i mapa de particions són termes similars i es poden utilitzar indistintament. El terme s'associa més habitualment amb la taula de particions MBR d'un registre d'arrencada mestre (MBR) en ordinadors, però es pot utilitzar de manera genèrica per referir-se a altres formats que divideixen una unitat de disc en particions, com ara: Taula de particions GUID (GPT), mapa de particions d'Apple (APM), o etiqueta de disc BSD.

## Tipus de particions de PC

### MBR
Aquesta secció descriu l'esquema de partició del registre d'arrencada mestre (MBR), tal com s'utilitza històricament a DOS, Microsoft Windows i Linux (entre d'altres) en sistemes informàtics compatibles amb PC. A mitjans de la dècada de 2010, la majoria dels equips nous utilitzen l'esquema de particions de la taula de particions GUID (GPT). Per obtenir exemples d'altres esquemes de particions, vegeu l'article general sobre taules de particions.

### Partició primària
Una partició primària conté un sistema de fitxers. A DOS i totes les primeres versions dels sistemes Microsoft Windows, Microsoft requeria que el que anomenava partició del sistema fos la primera partició. Tots els sistemes operatius Windows a partir de Windows 95 es poden localitzar en (gairebé) qualsevol partició, però els fitxers d'arrencada (io.sys, bootmgr, ntldr, etc.) han de residir en una partició primària. Tanmateix, altres factors, com ara la BIOS d'un PC (vegeu Seqüència d'arrencada en un PC estàndard) també poden imposar requisits específics sobre quina partició ha de contenir el sistema operatiu principal.

### Partició estesa
Un HDD pot contenir només una partició estesa, però aquesta partició estesa es pot subdividir en diverses particions lògiques. Els sistemes DOS/Windows poden assignar una lletra de unitat única a cada partició lògica. La taula de particions GUID (GPT) només té la partició primària, no té la partició estesa ni la partició lògica.

### Particions d'arrencada

#### Partició d'arrencada de la BIOS
La partició d'arrencada de la BIOS (BIOS BP) és una part del dispositiu d'emmagatzematge que s'utilitza per mantenir el programari que arrenca el sistema operatiu, un carregador d'arrencada. Pot ser una imatge del nucli del sistema operatiu o un carregador d'arrencada o un programari completament separat.: 136 

#### Partició del sistema EFI
La partició del sistema EFI és la mateixa que la BIOS BP, però la carrega el microprogramari EFI en lloc de la BIOS.: 136 